# Akwasi Afrifa
Okatakyie Akwasi Amankwaa Afrifa (* 24. April 1936 in Mampong bei Kumasi; † 16. Juni 1979 ebenda) war ein ghanaischer Offizier und Politiker. Von 1969 bis 1970 amtierte er als Staatsoberhaupt.

## Soldat
Afrifa entstammte einer Häuptlingsfamilie der Aschanti und wurde als Methodist getauft.
Seine Konfirmation erhielt er bei den Presbyterianern und wurde schließlich Anglikaner.
Er trat 1957 in die Armee Ghanas ein und besuchte für zwei Jahre die Militärakademie Sandhurst. 1960 gehörte er als Leutnant zum Kontingent Ghanas während der Operation der Vereinten Nationen in Kongo. Später wurde er zum Major befördert und zum Stabschef der Armee ernannt. Am 24. Februar 1966 gehörte er zu den führenden Militärs, die einen erfolgreichen Militärputsch gegen den autoritär regierenden Präsidenten Kwame Nkrumah unternahmen. Afrifa wurde Mitglied der achtköpfigen Junta National Liberation Council (NLC) und 1968 Finanzminister.

## Staatschef
Nach der Absetzung von Joseph Arthur Ankrah wurde Afrifa am 2. April 1969 dessen Nachfolger als Vorsitzender des NLC und somit Staatschef von Ghana. In seiner Amtszeit wurde eine neue Verfassung verabschiedet und das Verbot politischer Parteien aufgehoben.
Seit dem 3. September 1969 war er Vorsitzender der dreiköpfigen Presidential Commission, die den NLC ersetzte.
Seine Amtszeit endete am 7. August 1970, als das Land zu einer Zivilregierung zurückkehrte.

## Weitere Laufbahn
Nach dem Sturz der Zivilregierung durch Ignatius Kutu Acheampong wurde Afrifa am 15. Januar 1972 festgenommen und bis Dezember 1972 inhaftiert. 1978 gehörte er zu den führenden Oppositionellen gegen die Militärregierung.
Nach dem erfolgreichen Putsch von Rawlings am 4. Juni 1979 wurden Afrifa, die beiden anderen Ex-Staatschefs Akuffo und Acheampong sowie fünf weitere hohe Offiziere standrechtlich erschossen. Rawlings galt eigentlich als Anhänger Afrifas, allerdings wurden Afrifa eine Reihe von Menschenrechtsverletzungen und politische Morde in der Zeit zwischen 1966 und 1970 vorgeworfen, die sein Schicksal besiegelten.
Präsident John Agyekum Kufuor ordnete im April 2001 an, die Leichen der Erschossenen zu exhumieren, um den Familien ein ordentliches Begräbnis zu ermöglichen.